# Jevstafij (Jevdokimov)
Jevstafij (světský jménem: Jevgenij Vladimirovič Jevdokimov; * 1. listopadu 1951 Kaltasy) je ruský pravoslavný duchovní Ruské pravoslavné církve a emeritní arcibiskup alexandrovský a jurjev-polský.

## Život
Narodil se 1. listopadu 1951 ve vesnici Kaltasy v Baškirské ASSR.
Po absolvování školy pracoval rok jako elektrikář v místní továrně. Roku 1969 absolvoval přijímající zkoušky na Technologický institut ve Voroněži. Během studií navštěvoval Trojicko-sergijevskou lávru, kam se roku 1971 rozhodl vstoupit.
Sloužil v řadách Sovětské armády, kde působil v radiostanici.
Roku 1974 vstoupil do Moskevského duchovního semináře a poté na Moskevskou duchovní akademii. Složil jako hypodiakon u arcibiskupa Volodymyra (Sabodana). Na konci třetího ročníku akademie vstoupil do Trojicko-sergijevské lávry.
Dne 4. prosince 1980 byl postřižen na monacha se jménem Jevstafij na počest svatého mučedníka Eustacha Římského. Dne 4. ledna 1981 byl rukopoložen na hierodiakona a 27. února 1982 na jeromonacha.
Roku 1984 byl povýšen na igumena a byl poslán sloužit do monastýru Danilov v Moskvě. Zde působil jako sakristán a asistent představeného. 
V lednu 1988 byl archimandritou monastýru Danilov Tichonem (Jemeljanovem) poslán do Tolgského monastýru v Jaroslavli, kde se ujal funkce správce a zpovědníka.
V květnu 1991 byl Spaso-Jakovlevský monastýr v Rostově převeden do jurisdikce jaroslavské eparchie a on se stal jeho představeným.
Dne 24. dubna 1994 byl povýšen na archimandritu.
Dne 29. prosince 1999 byl Svatým synodem zvolen biskupem čitským a zabajkalským.
Dne 30. ledna 2000 proběhla v soboru Zjevení Páně v Moskvě jeho biskupská chirotonie. Světiteli byli patriarcha moskevský Alexij II., metropolita krutický a kolomenský Juvenalij (Pojarkov), metropolita solněčnogorský Sergij (Fomin), metropolita volokolamský a jurjevský Pitirim (Něčajev), arcibiskup pskovský a velikolukský Jevsevij (Savvin), arcibiskup vladimirský a suzdalský Jevlogij (Smirnov), arcibiskup jaroslavský a rostovský Michej (Charcharov), biskup orechovo-zujevský Alexij (Frolov) a biskup krasnogorský Savva (Volkov).
Dne 27. prosince 2000 rozhodl Svatý synod že správa nad Čínskou pravoslavnou církví bude dočasně svěřena biskupů Jevstafijovi.
Dne 27. května 2009 byl Svatý synodem ustanoven rektorem Čitského duchovního učiliště.
Dne 10. října 2009 mu byl Svatým synodem změně titul na biskupa čitského a krasnokamenského.
Dne 3. února 2013 byl povýšen na arcibiskupa.
Dne 30. května 2014 byl ustanoven arcibiskupem alexandrovským a jurjev-polským.
Dne 14. května 2018 byl Svatým synodem penzionován ze zdravotních důvodu. Jako místo pobytu mi byla určena Trojicko-sergijevská lávra.
Dne 16. srpna 2018 byl patriarchou  Kirillem jmenován představeným podvorje Trojicko-sergijevské lávry při chrámu Chorsunské ikony Matky Boží ve vesnici Glinkovo v Sergijevo-Posadském rajónu Moskevské oblasti. Dne 17. července 2019 byl dekretem patriarchy Kirilla zproštěn této funkce a jmenován čestným představeným.

## Řády a vyznamenání

### Světské vyznamenání
- Rusko Medaile Řádu „Za zásluhy o vlast“ (19. listopadu 2009)

### Církevní vyznamenání
- Řád přepodobného Sergija Radoněžského II. stupně
- 2012 – Řád přepodobného Serafima Sarovského II. stupně